# ورا-الن
وِرا-اِلن (انگلیسی: Vera-Ellen; ۱۶ فوریهٔ ۱۹۲۱ – ۳۰ اوت ۱۹۸۱) یک هنرپیشه و هنرمند رقص اهل ایالات متحده آمریکا بود.

## گزیده فیلمشناسی
از فیلم‌ها یا برنامه‌های تلویزیونی که وی در آن نقش داشته‌است می‌توان به آثار زیر اشاره کرد.
- عاشق‌پیشه (۱۹۴۹)
- در جستجوی تفریحات شهری (۱۹۴۹)
- کریسمس سفید (فیلم) (۱۹۵۴)